# Eleição papal de 1130
A eleição papal de 1130 (realizada em 14 de fevereiro) foi convocada após a morte do Papa Honório II e resultou em uma eleição dupla. Parte dos cardeais, liderada pelo cardeal-chanceler Aymeric de la Chatre, elegeu Gregorio Papareschi como Papa Inocêncio II, mas o restante se recusou a reconhecê-lo e elegeu o cardeal Pietro Pierleoni, que assumiu o nome de Anacleto II. Ainda que Anacleto tivesse o apoio da maioria dos cardeais, a Igreja Católica considera Inocêncio II como o Papa legítimo, e Anacleto II como Antipapa.
A dupla eleição foi resultado das crescentes tensões dentro do Colégio dos Cardeais em relação à política da Santa Sé em relação ao Sacro Império Romano, iniciada pela Concordata de Worms (1122), que pôs fim à controvérsia da investidura. Vários cardeais, particularmente os mais velhos, consideraram o compromisso alcançado em Worms como uma deserção dos princípios da Reforma Gregoriana e inclinados a aceitá-lo apenas como um movimento tático. Eles apoiaram a aliança tradicional do papado com os normandos no sul da Itália. Alguns deles estavam ligados a antigos centros monásticos no sul da Itália, como Montecassino. Um de seus líderes era o cardeal Pierleoni, representante de uma das famílias mais poderosas de Roma.
A facção oposta era chefiada por Aymeric de la Chatre, que foi nomeado cardeal e chanceler da Santa Sé logo após assinar a Concordata de Worms e foi um dos principais arquitetos da nova política. Ele e seus seguidores viam o compromisso como uma boa solução tanto para a Igreja quanto para o imperador, e não confiavam nos vassalos normandos da Santa Sé, que expressavam algumas tendências expansionistas. Parece que pelo menos alguns dos principais representantes desta facção tinham fortes ligações com a "nova espiritualidade", ou seja, as novas ordens religiosas, como cônegos regulares. Além disso, eram aliados da família romana dos Frangipani, opositores da família Pierleoni. 
Nas últimas semanas da vida do Papa Honório II, os cardeais, temendo o possível cisma, fizeram um acordo para que o novo papa fosse eleito pela comissão de oito deles, incluindo dois cardeais-bispos, três cardeais-sacerdotes e três cardeais-diáconos.